# دانشگاه ژیلونا گورا

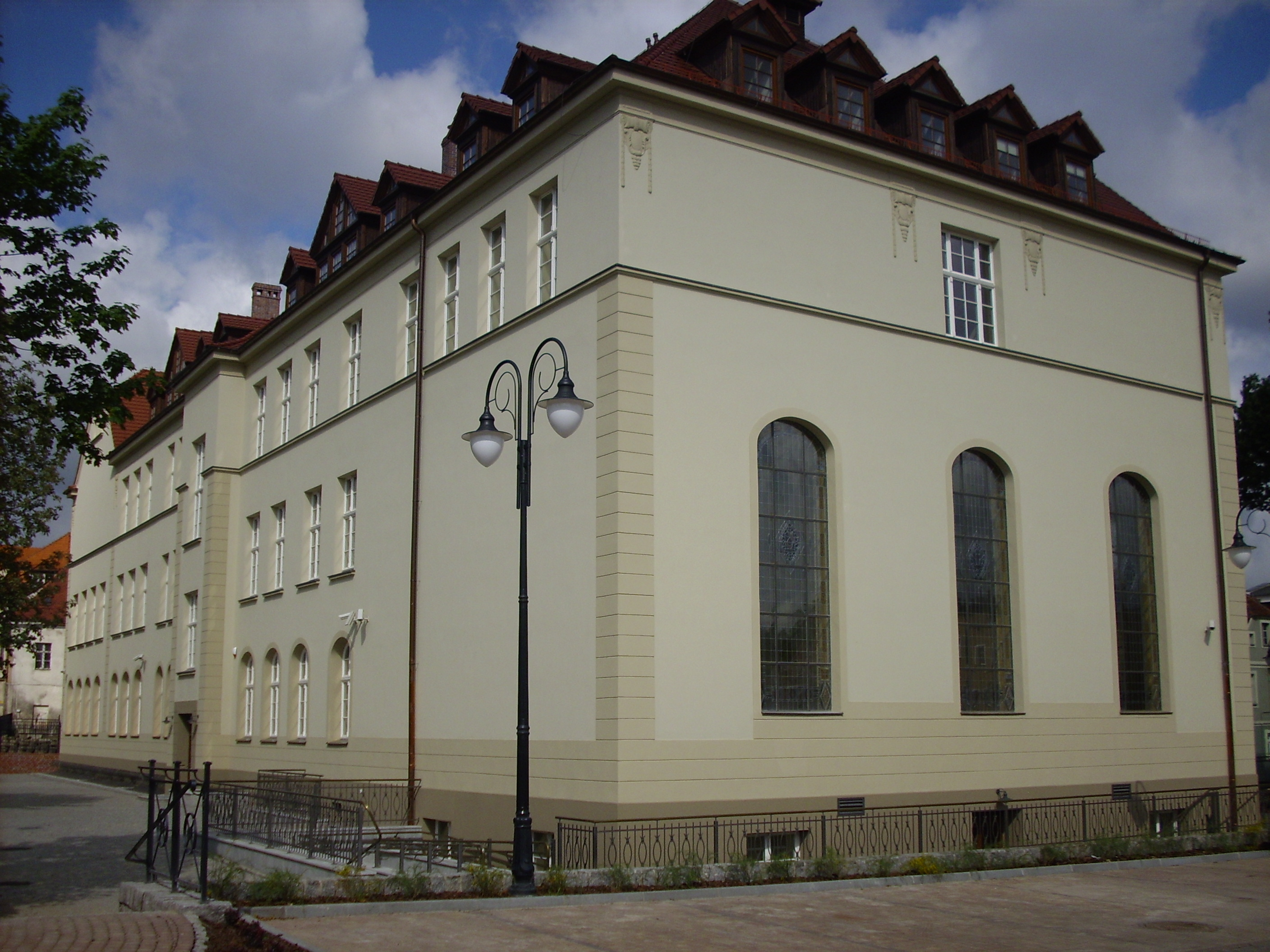
دفتر رئیس دانشگاه

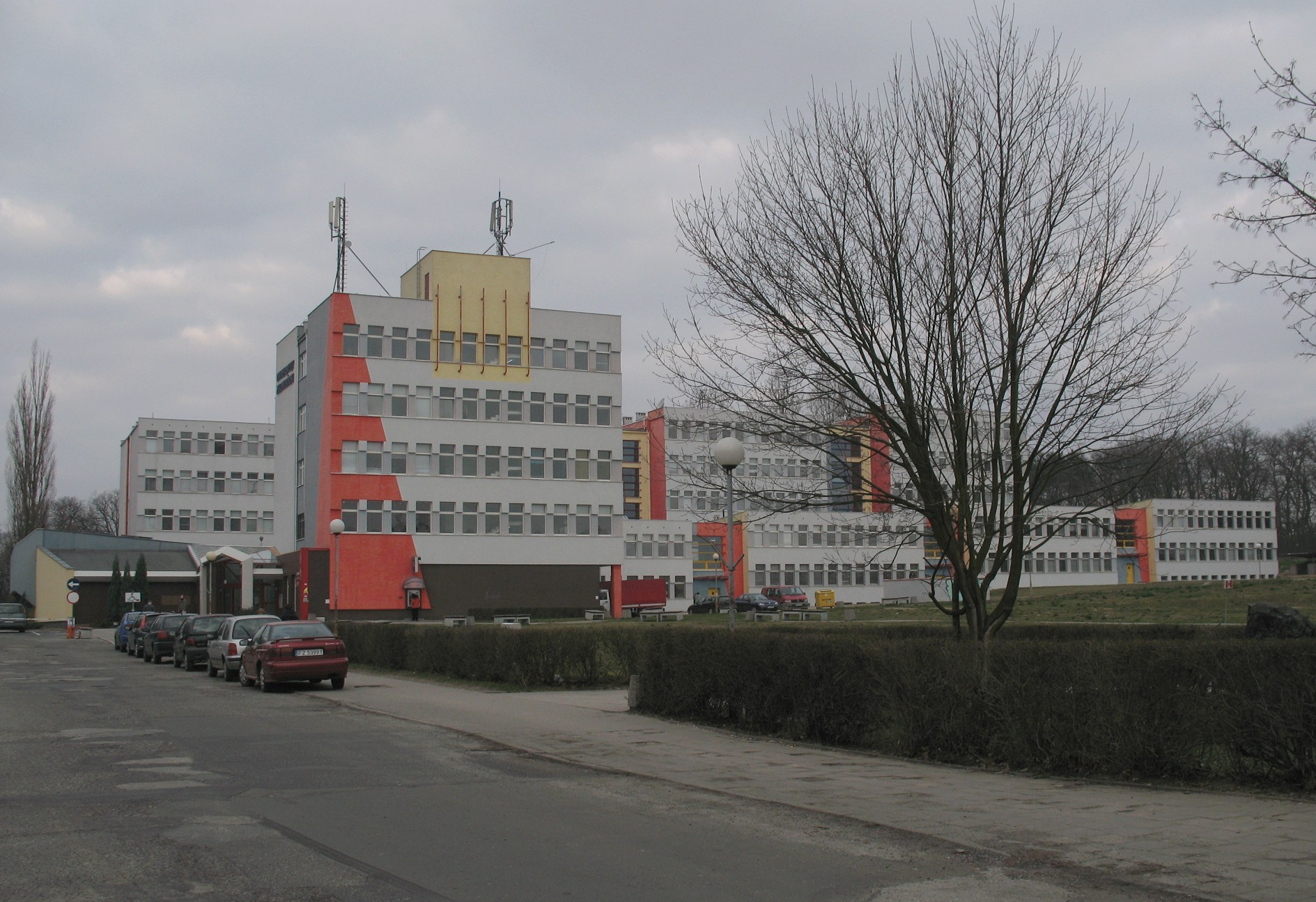
ساختمان پردیس B

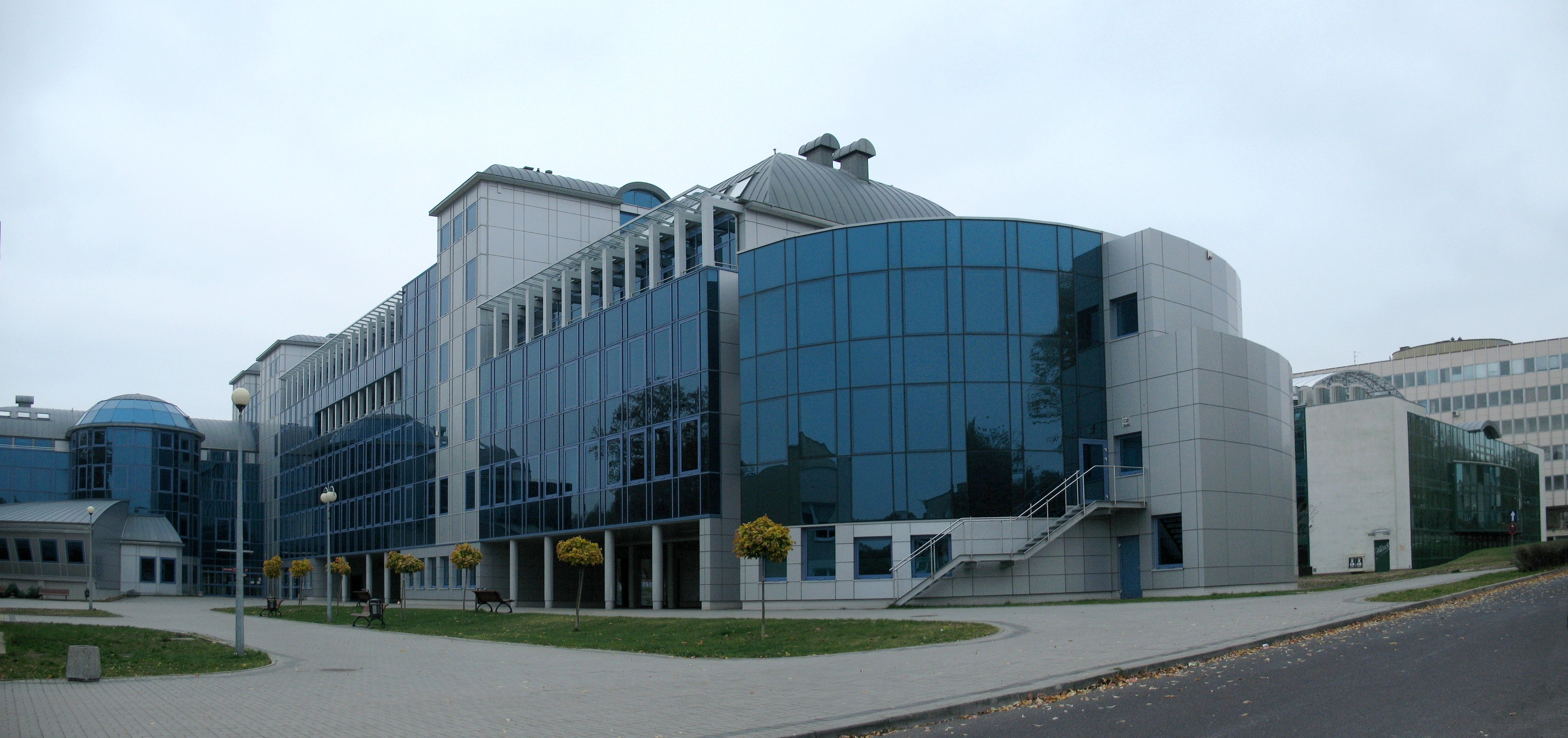
ساختمان پردیس A

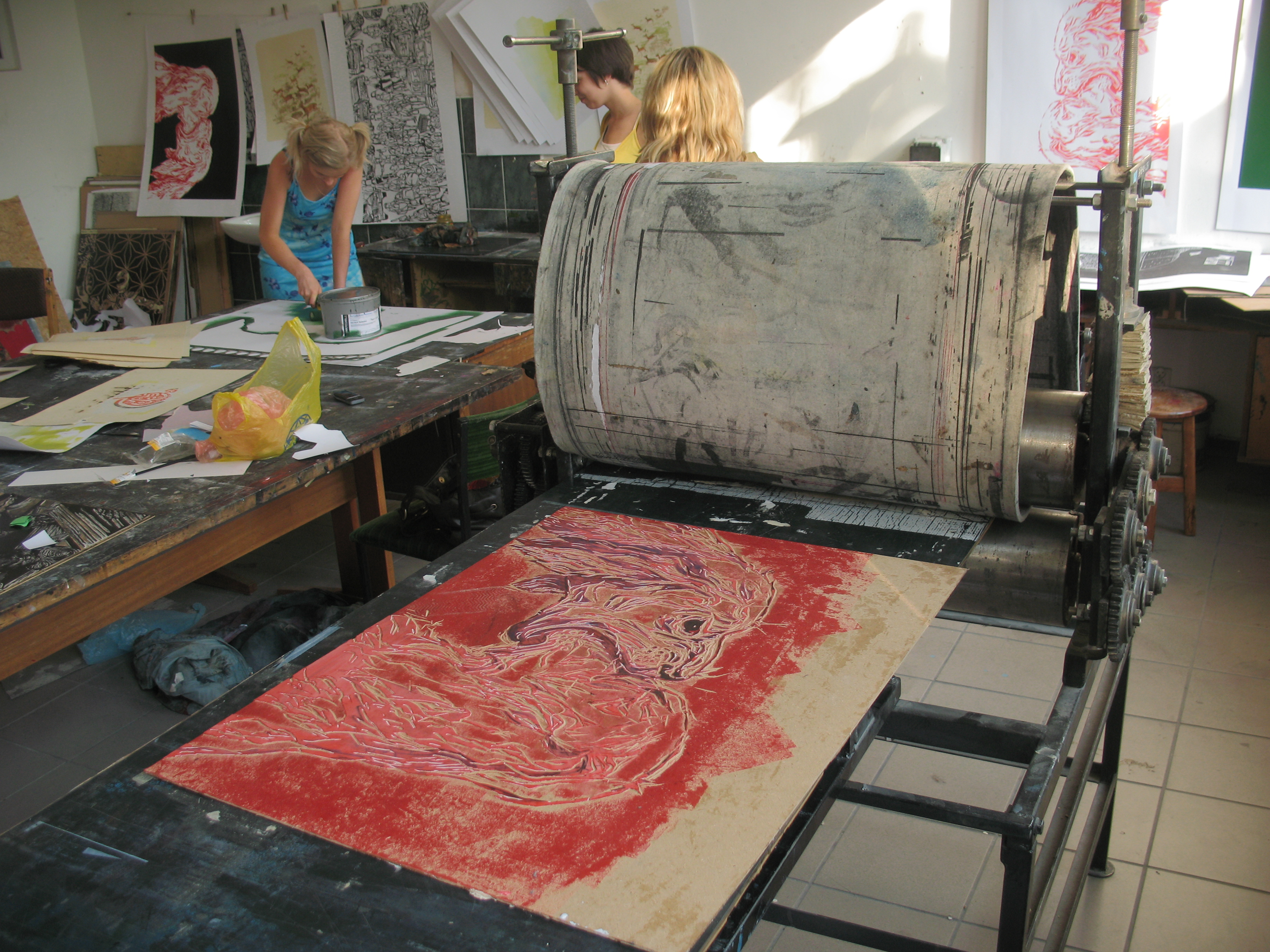
کارگاه گرافیک در گروه آموزشی هنر

دانشگاه ژیلونا گورا در نتیجه ادغام دانشگاه ترببت معلم ژیلونا گورا که در سال ۱۹۷۱ و دانشگاه فنی که در سال ۱۹۶۵ تأسیس شده بودند، در روز ۱ سپتامبر ۲۰۰۱ ایجاد شد. این دانشگاه یکی از جدیدترین دانشگاه‌های لهستان است. ساختمان‌های اصلی در دو پردیس "A" در خیابان پادگورنا و "B" در خیابان وایسکا پولسکیِگو (Wojska Polskiego) واقع شده‌اند. دفتر ریاست در نزدیکی شهر قدیمی در خیابان لیسئلنا (Licealna) واقع شده است.